# Arnaud de Moles

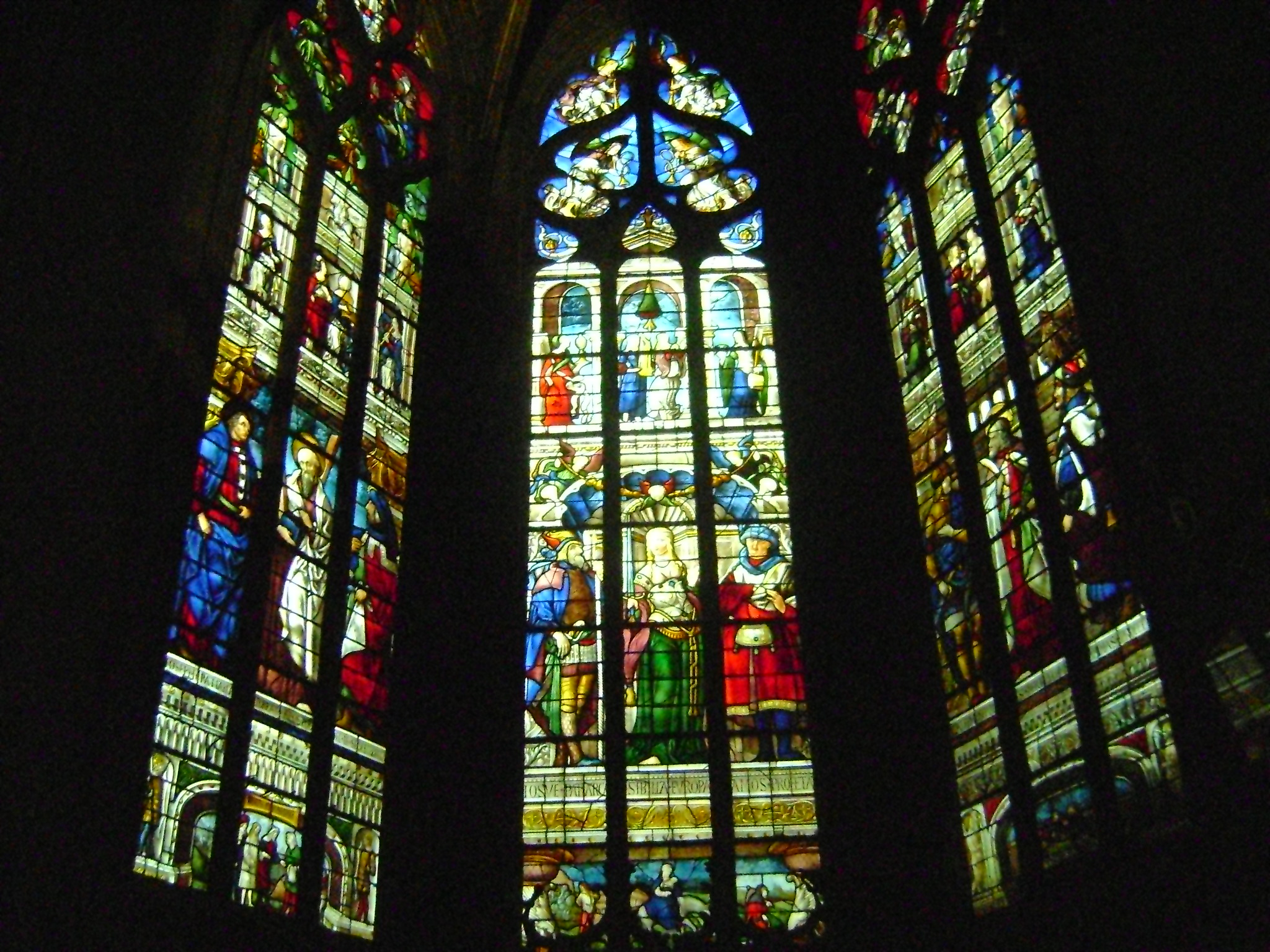
Drei Fenster von Arnaud de Moles in der Kathedrale von Auch

Arnaud de Moles (* 1470 in Saint-Sever; † 1520) war ein Bildhauer und Glasmaler, der vor allem durch seine Bleiglasfenster in der Kathedrale von Auch bekannt wurde.

## Leben
Die Familie von Arnaud de Moles stammte aus der Region Landes; er selbst leitete eine Werkstatt in Saint-Sever, wo er auch Schüler ausbildete. Über sein Leben ist wenig bekannt.

## Werk

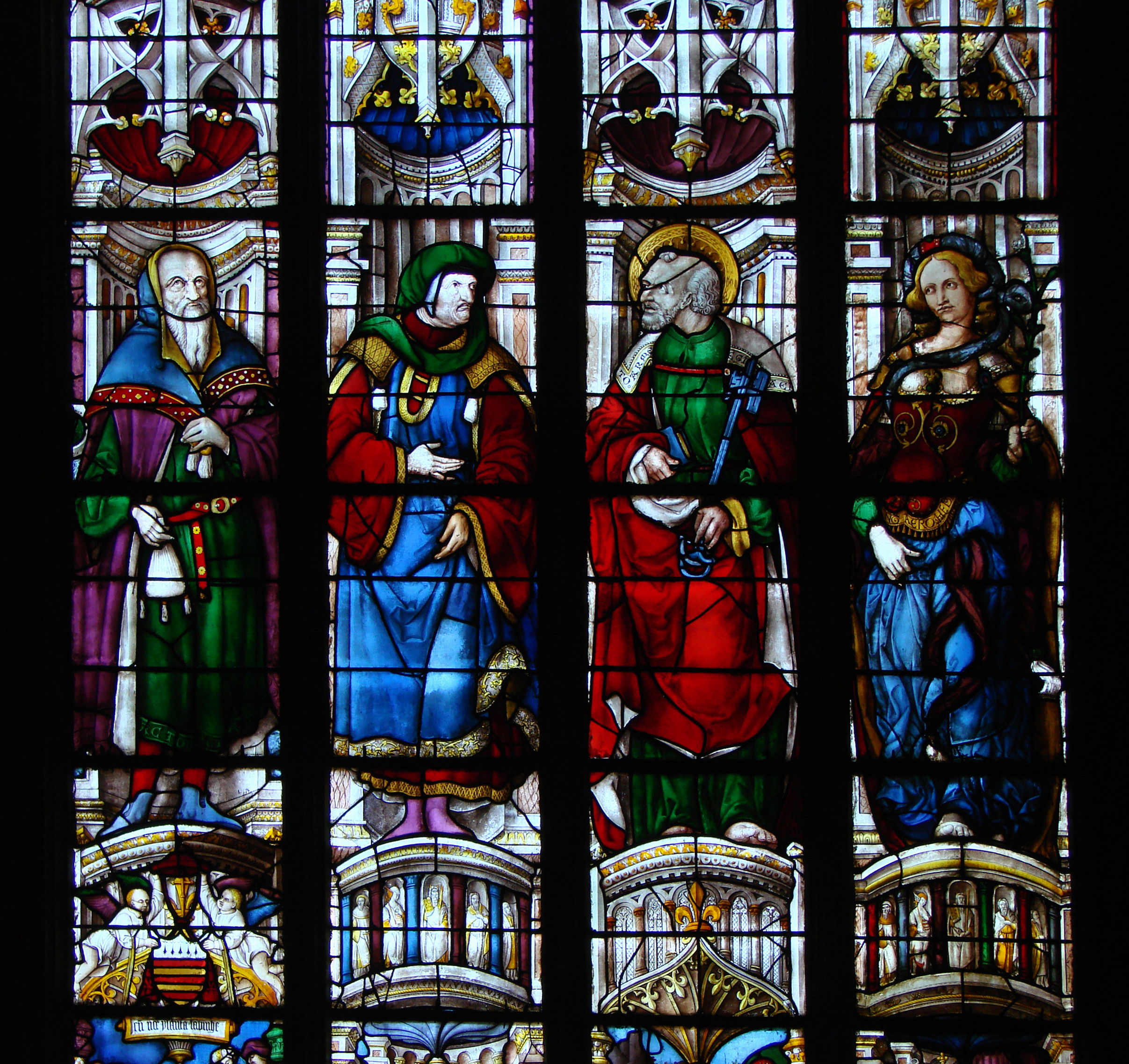
Detail eines Fensters von Arnaud de Moles in der Kathedrale von Auch

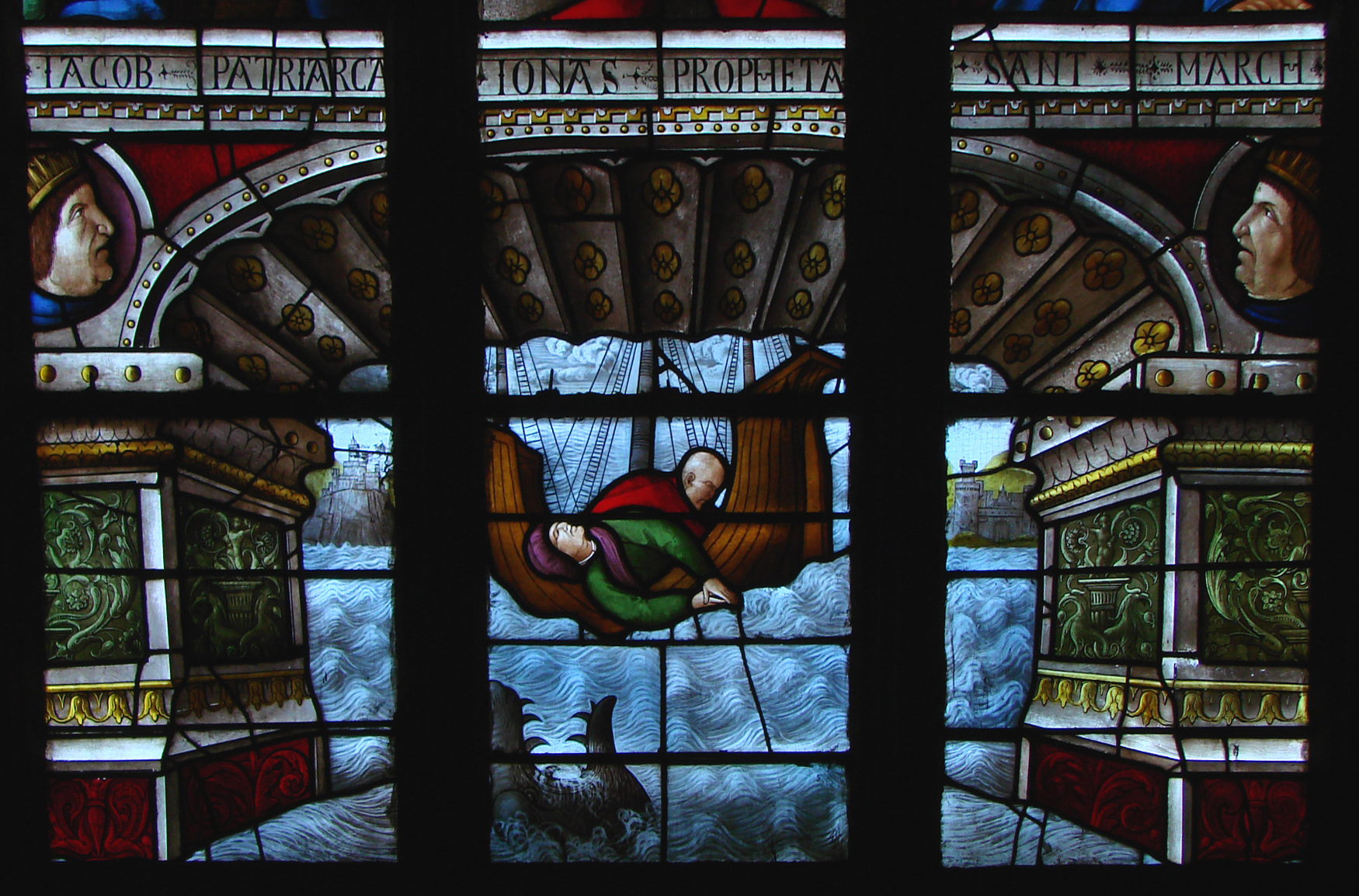
Detail eines Fensters von Arnaud de Moles in der Kathedrale von Auch

- Heute können Arnaud de Moles 18 Fenster in der Kathedrale von Auch zugeschrieben werden. Sie wurden zwischen 1507 und 1513 gefertigt. Auf dem letzten Fenster befindet sich das Datum 1513 und die Signatur von Arnaud de Moles, was für die damalige Zeit eine große Ausnahme darstellt und von seinem Selbstbewusstsein zeugt. Die Fenster befinden sich in den Kapellen des Chorumgangs und behandeln Themen aus dem Alten und Neuen Testament: Adam und Eva, Propheten, die Passion Christi u. a.
- Die Kirche Saint-Laurent in Fleurance (Département Gers) besitzt ebenfalls noch drei Fenster von Arnaud de Moles, die zwischen 1507 und 1513 geschaffen wurden. Sie befinden sich im Chor und stellen die Wurzel Jesse und das Leben von Heiligen dar.
- In der Kirche Saint-Nicolas von Nogaro kann man das Fenster mit der Krönung Mariens Arnaud de Moles zuschreiben. Weitere Fenster in dieser Kirche sind möglicherweise von seinem Schüler, Michel de Tolzan oder Toulza.
- Die Kirche in L’Isle-en-Dodon (Département Haute-Garonne) besitzt vier Fenster, die Arnaud de Moles bzw. seinen Schülern zugeschrieben werden.
- Drei Fenster in der ehemaligen Kathedrale von Lombez werden mit seiner Werkstatt in Verbindung gebracht.

Die von Arnaud de Moles dargestellten Personen lassen realistisch gestaltete menschliche Züge erkennen; sie sind somit weniger stilisiert als diejenigen früherer Zeiten. Es wird vermutet, dass er Personen seiner Umgebung als Vorbild verwendet hat. Auch auf technischem Gebiet betrat er Neuland, indem er auf dünnem farbigem Antikglas weißes Glas anbrachte.